# Флюсы

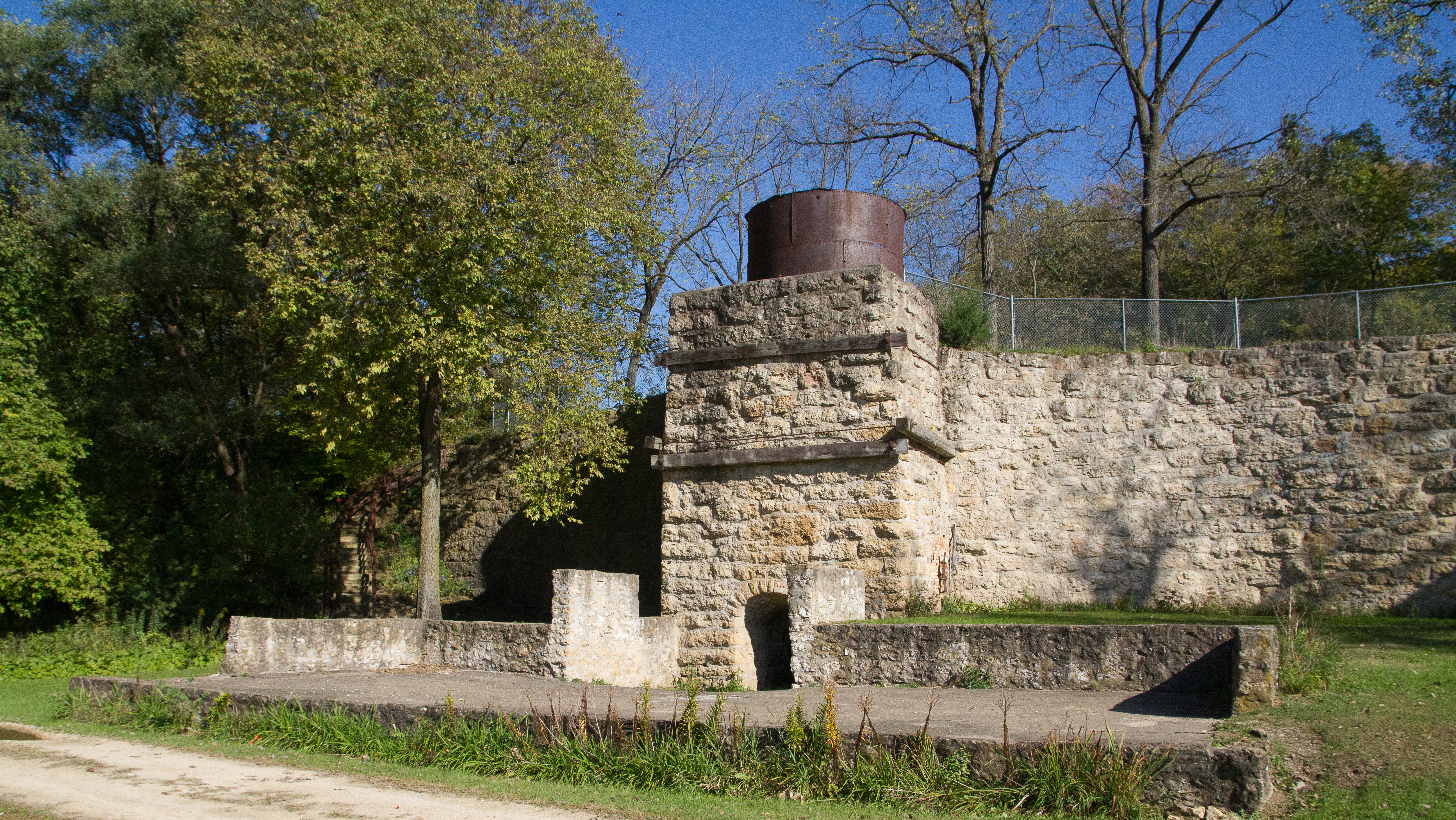
Печь для обжига известняка и производства извести, Англия, XIX век

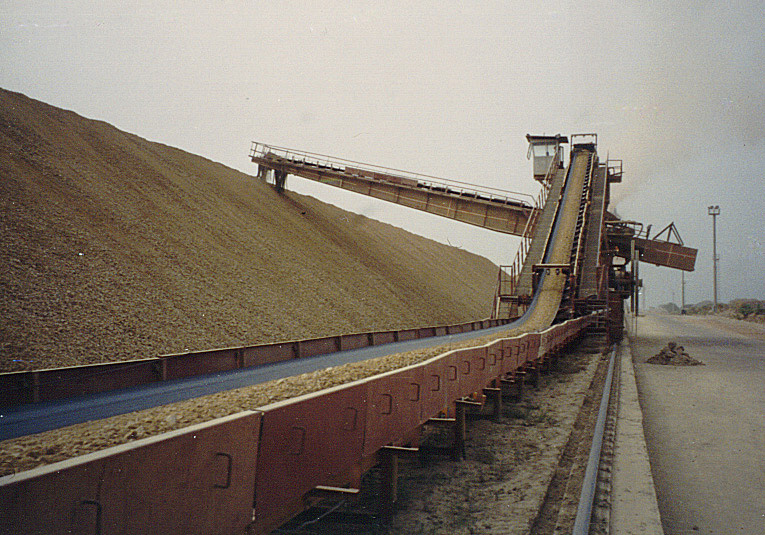
Склад известняка

Флю́сы (пла́вни) в металлургии — неорганические вещества, которые добавляют к руде при выплавке из неё металлов, чтобы снизить её температуру плавления и облегчить отделение металла от пустой породы.
Флюсами или плавнями называют примеси, прибавляемые при выплавке металлов с целью образования шлака надлежащей степени плавкости. Впрочем, часто флюсами называют также примеси, прибавленные с целью разложить то или другое металлическое соединение, растворить металл или его соединения в массе прибавленного вещества и так далее (см. шлаки и шихта). Выбор флюса зависит от рода плавки и от состава руд.

## Применение
Например, если руда богата глинозёмом и кремнезёмом, флюс должен быть известковым (содержащим известь) или магнезиальным (содержащим магнезию) — этот случай имеет место на 90 % всех чугуноплавильных заводов. Чистый известняк состоит из 56 % извести и 44 % угольной кислоты. Чтобы ввести в шихту 100 частей извести, требуется 178,6 частей известняка. Конечно, можно прибавлять в печь и непосредственно известь, но это делается сравнительно редко — известь обладает низкой прочностью и, разрушаясь, ухудшает свойства шихты. 
Известняки, содержащие окаменелости, иногда содержат много фосфора. Это часто нежелательно, поскольку фосфор является вредной примесью в большинстве сталей; поэтому предварительный анализ известняков составляет существенную необходимость. Лучше всех мраморовидные, кристаллические известняки; мел применяется редко. Доломит, содержащий в среднем 60 % углекислого кальция и 40 % углекислого магния, находит применение при плавке — он даёт более легкоплавкие шлаки, чем чистый известняк. 
В доменном производстве главная цель применения флюсов — связать кремнезём железной руды. Естественно, чем меньше сам известняк содержит кремнезёма, тем лучше. Кварц и другие минералы, содержащие кремнезём, — песчаники, роговые обманки, гранаты, полевые шпаты, базальты и т. д. — применяются при рудах, очень богатых основаниями. Силикаты легче чистого кварца вступают в соединения и плавятся. Плавиковый шпат действует на шлаки чрезвычайно разжижающим образом. Температура плавления шлака им также сильно понижается. Его дороговизна и разъедание стенок печи мешают его рядовому применению. В домну (доменную печь) плавиковый шпат вводится в случае расстройства хода печи; иногда его засаживают в какое-нибудь определённое место печи, чтобы удалить образовавшиеся там настыли. 
Глинистые сланцы применяют в виде флюса при сильно известковистых рудах. Железо присаживается при плавке свинцовых, сурьмяных, ртутных руд главным образом для разложения руды (например, по уравнению: PbS + Fe = Pb + FeS). Руды мышьяка и сурьмы служат плавнями при плавке на кобальт и никель. Свинец служит для собирания золота и серебра при плавке медных руд. Металлические окислы присаживаются для различных целей: при пудлинговании — рафинировании меди — для разделения металлов; для образования жидких шлаков — как сильные основания (плавка меди) и т. д. Шлаки того же или другого процесса служат также флюсами; их действие зависит от состава.

### Применение в чёрной металлургии
Введение флюсов в состав агломерата или в доменную печь необходимо для понижения температуры плавления пустой породы железной руды или агломерата и золы кокса, а также для перевода их в легкоплавкий жидкий шлак, который легко выходит из печи. Химический состав флюса определяют в зависимости от состава пустой породы и золы топлива. Если в пустой породе и в золе много кремнезема (кислого компонента), а зола загрязнена серой, то в печь или в шихту для агломерации добавляют основные флюсы, то есть вещества, содержащие известь. Оксид кальция, имеющий щелочной характер, нейтрализует кремнезем и связывает серу. Если в пустой породе руды содержатся оксиды кальция и магния, приходится прибегать к добавке кислых флюсов, содержащих кремнезем. В первом случае используют известняк, во втором случае — кварциты. Процесс изменения состава материала с целью получения заданной плавкости смеси называют офлюсованием.
Наиболее распространённым флюсом для доменного и агломерационного производства является известняк. Основную массу известняка составляет кальцит СаСO3. При нагревании известняк разлагается с образованием извести и углекислого газа: СаСО3=СаО+СО2. Образовавшаяся известь и является шлакообразующим компонентом. Широкое применение имеет доломитизированный известняк, представляющий собой изоморфную смесь кальцита СаСО3 и доломита СаСО3•MgCO3. Применяют его для повышения в шлаке содержания MgO до 6—8 %, что увеличивает его подвижность и устойчивость физико-химических свойств при изменении температуры и состава.
Известняк для доменной плавки должен быть кусковатым (крупность 25—60 мм), прочным, не образовывать мелочи, а главное не содержать серы, фосфора и кремнезема. Эти примеси вредны, так как кремнезем снижает флюсующую способность известняка, а сера и фосфор частично переходят в чугун, ухудшая его качество. Для успешной плавки некоторых сортов железных руд в доменные печи вводят глинозёмсодержащие минералы, которые относят к группе нейтральных флюсов. Наибольшее количество глинозёма содержит боксит.